# Тентьо
Тентьо (яп. 天長 — тентьо, «довжина Небес») — ненґо, девіз правління імператора Японії з 824 по 834 роки.

## Хронологія
- 10 рік (833) — складання збірки-коментаря «Рьоґіґе» до основних законів країни аристократом Кійохарою но Нацуно.

## Порівняльна таблиця
| Роки Тентьо             | 1    | 2    | 3    | 4    | 5    | 6    | 7    | 8    | 9    | 10   |
| Григоріанський календар | 824  | 825  | 826  | 827  | 828  | 829  | 830  | 831  | 832  | 833  |
| Китайський календар     | 甲辰 | 乙巳 | 丙午 | 丁未 | 戊申 | 己酉 | 庚戌 | 辛亥 | 壬子 | 癸丑 |

| Роки Тентьо             | 11   |
| Григоріанський календар | 834  |
| Китайський календар     | 甲寅 |